# Nationaal park Masoala
Het nationaal park Masoala in Madagaskar is opgericht in 1997 en staat sinds 2007 op de Werelderfgoedlijst van de Unesco als onderdeel van de regenwouden van de Atsinanana. Het is het grootste nationale park van Madagaskar en een van de laatste plaatsen waar het regenwoud en de zee in aanraking komen met elkaar. Het park is eigenlijk een geheel van beschermde gebieden en omvat een landpark (met drie exclaves met kustwoud), drie mariene parken die belangrijke koraalriffen beschermen en het eiland Nosy Mangabe, dat een Réserve spéciale vormt. Het park wordt beheerd door de ANGAP, de nationale vereniging van parken van Madagaskar.

## Ligging

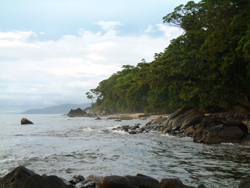
De kust van Masoala

Het nationaal park Masoala ligt op het gelijknamige schiereiland in het noordoosten van Madagaskar. Het beschermd gebied is het omvangrijkste van het land en omvat 235.580 hectare landpark, 10.000 hectare marien park en 520 hectare voor het Réserve spéciale van Nosy Mangabe, een eiland in de baai van Antongil. Het landpark omvat een groot aaneengesloten park dat zich uitstrekt van de zee tot op de hoge bergtoppen van het schiereiland. Daaraan worden nog drie exclaves kustwoud toegevoegd: Andranomaintina in het zuidoosten, Beankora in het zuiden en Andranoanala bij Cap Est in het oosten. De 10.000 hectare marien park zijn verdeeld over drie parken: Tampolo in het westen, Kaap Masoala in het zuiden van het schiereiland en Tanjona in het zuidoosten.

## Ontstaan
Het nationaal park Masoala werd opgericht op 18 oktober 1997. De bedoeling was om zowel te voldoen aan de specifieke vereisten van de flora en fauna van het gebied als de noden van de plaatselijke bevolking. De vele unieke planten- en dierensoorten van het schiereiland en hun habitats moesten in eerste instantie beschermd worden. Daarbij werd vooral rekening gehouden met de habitats van uitzonderlijk zeldzame soorten en die van soorten die zeer gevoelig zijn voor veranderingen. Bij de vorming van het park werd ook aandacht besteed aan het in stand houden van corridors waarlangs dieren van het ene beschermde gebied naar het andere kunnen migreren, zoals die naar het Anjaharibereservaat ten noorden van Masoala. Een dergelijke corridor zou kunnen bijdragen tot het redden van de Madagaskarslangenarend, die in beide parken voorkomt.

## Reliëf en ondergrond
Het reliëf van het park is zeer heuvelachtig en gefragmenteerd. Het park strekt zich uit van zeeniveau tot 1311 m. Men kan drie grote topografische delen onderscheiden:
- de ruggengraat van het schiereiland met toppen van meer dan 1000 m,
- de heuvels onder de 600 m, die bestaan uit series van evenwijdige ketens,
- de moerasgebieden aan de kust met zandachtige kuststroken en alluviale vlaktes, zoals de vlakte van Mahavelona en van Mahafidina in het westen en de vlaktes van Tanandava II en van Antokotoko in het oosten.

Door het bergachtige landschap heeft het nationaal park een zeer dicht hydrografisch netwerk, met 11 belangrijke stroomgebieden. De rivieren spelen een belangrijke rol in het dagelijkse leven van de mensen die rond het park wonen.
Het nationaal park maakt deel uit van een granieten horst die in het westen wordt begrensd door de baai van Antongil. Het graniet zorgt in de berg- en heuvelachtige zones voor een rode en gele laterietondergrond die zich hoofdzakelijk onder het bos bevindt. In de lagere zones vindt men een hydromorfe ondergrond door de aanwezigheid van basalt, kwarts en zand. Deze ondergrond is rijk aan slib en de plaatselijke bevolking maakt hiervan gebruik in de landbouw. Langs de kust wisselen rotsformaties en zandige baaien elkaar af. De koraalriffen worden doorsneden door vaargeulen die zich niet ver van de kust bevinden.

## Klimaat
Het park kent een warm en vochtig tropisch klimaat, typisch voor het oosten van Madagaskar, met temperaturen die niet onder 20 °C dalen. De minimumtemperatuur is 21 °C in augustus; het maximum is 26 °C in januari. De jaarlijkse neerslag varieert van 2000 tot 7000 mm naargelang de hoogte en de plaats op het schiereiland. Het natte seizoen duurt zo’n zes maanden. De droogste maanden zijn september, oktober en november.
Van mei tot oktober blazen de passaatwinden die van de Indische Oceaan komen vanuit het zuidwesten over het park. Van november tot februari staat het park onder de invloed van de moessonwinden die uit het noordoosten komen.
De ecosystemen van het park worden beïnvloed door het af en toe voorkomen van cyclonen. Aangezien het park zich bevindt in het midden van een zone die onder de invloed van wisselvallige weersfactoren (cyclonen, hoge neerslaghoeveelheid) staat, is een goede bescherming noodzakelijk, meer bepaald om de bewoonde zones rond het park te beschermen tegen bodemerosie en overstromingen.

## Flora en fauna
Het nationaal park heeft een zeer rijke biologische diversiteit, zowel wat betreft flora als fauna. Masoala verenigt in het park twee belangrijke ecosystemen: een land- en een zee-ecosysteem. Men kan drie soorten habitat onderscheiden:
1. het dichte altijdgroene regenwoud, dat nog onderverdeeld wordt naargelang de hoogte: van 0 tot 400 m; van 400 tot 800 m; van 800 tot 1200 m en meer dan 1200 m. Daarbij worden ook kleine stukken regenwoud rond het nationaal park aan toegevoegd.
2. het kustwoud, met het gewone kustwoud en het overstroomd kustwoud.
3. het zeemilieu, met de koraalriffen, de mangrovewouden en de algen.

Het nationaal park omvat een van de grootste aaneengesloten gehelen van overblijvend regenwoud in Madagaskar. Vooral het laaglandregenwoud (onder de 400 m) binnen het park is voor Madagaskar van groot belang. Men kan zonder het park te verlaten wandelen van de koraalriffen tot de zones van meer dan 1300 meter boven zeeniveau.

### Flora
De flora van het nationaal park is zeer uitgebreid en door de zeldzaamheid van bepaalde soorten van grote waarde. Het is een van de rijkste gebieden wat betreft plantensoorten: men vindt er meer dan 1100 plantensoorten behorend tot 100 families en ongeveer 400 geslachten. De website van het park vermeldt 2435 plantensoorten.
- Het park omvat 50 geslachten Pteridophyta, die bij elkaar 27,3 %[3] van de varens van Madagaskar vertegenwoordigen.
- In het park komen een vijftigtal soorten palmbomen voor, waarvan er een tiental enkel in Masoala voorkomen. Dit zijn o. a. Dypsis pachyramea, Dypsis moorei, Marojejya darianii, Lemurophoenix halleuxi en Voanioala gerardii.
- Van de trompetboomfamilie zijn vier endemische geslachten in het park te vinden: Rhodocolea, Ophicolea, Colea en Phyllarthron.
- Het park telt ook een aantal vleesetende planten, zoals Nepenthes masoalensis (uit het geslacht Nepenthes), die endemisch is in de regio en die op de Rode Lijst van de IUCN staat.
- Het park staat ook bekend voor zijn rijkdom aan soorten uit de endemische Malagassische families zoals de Asteropeiaceae, de Physenaceae, de Sarcolaenaceae en de Sphaerosepalaceae. Van deze soorten staan er 12[3] op de Rode Lijst van de IUCN.

Het kustwoud omvat 394 plantensoorten in 74 families en 201 geslachten. De meest voorkomende families zijn de Rubiaceae, de Euphorbiaceae, de Clusiaceae, de Sapotaceae en de Flacourtiaceae.
In de mangroven staan er zeven soorten te boek die behoren tot zeven verschillende geslachten. De meest voorkomende families zijn de Avicenniaceae, de Meliaceae, de Rhizophoraceae en de Sonneratiaceae.
De mariene flora bestaat hoofdzakelijk uit algen: 40 soorten rode algen, 34 soorten groene algen en 25 soorten bruine algen.

### Fauna

#### Zoogdieren

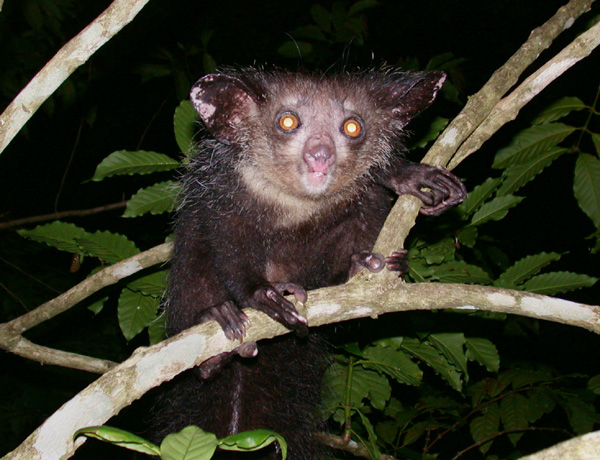
Een vingerdier

Wat betreft de zoogdieren komen er vier enkel in dit park voor binnen het erfgoed van de regenwouden van de Atsinanana.

Er zijn zestien soorten insecteneters en negen soorten knaagdieren geïnventariseerd. Van de tien soorten lemuren die zich in het nationaal park bevinden, leven er twee overdag en acht 's nachts. De rode vari (Varecia rubra) is endemisch op het schiereiland. Drie andere soorten staan, net zoals de rode vari, op de rode lijst van het IUCN met een kwetsbare of meer bedreigde status. Het gaat hier over de pluimoorkatmaki (Allocebus trichotis), het vingerdier en de vorkstreepmaki (Phaner furcifer).

Het park telt zeven soorten carnivoren die behoren tot de familie van de Eupleridae, waarvan er zes endemisch zijn op Madagaskar. Alle soorten zijn typisch voor de ecoregio.

Het schiereiland Masoala is ook rijk aan vleermuizen en telt 14 soorten.
Wat betreft de zeezoogdieren vindt men vier soorten walvissen in het nationaal park: de bultrug, de zuidkaper, de tuimelaar en de langsnuitdolfijn (en meer bepaald de ondersoort Stenella longirostris roseiventris). De bultruggen kan men van juli tot begin september bekijken in de baai van Antongil. De warme wateren van de baai vormen een ideale plek voor de dieren om er zich voort te planten. De doejong, die op de Rode Lijst van het IUCN staat, is ook gesignaleerd in ten minste een van de zeeparken van Masoala.

#### Vogels
Er zijn 102 landvogelsoorten geregistreerd in het park, waarvan er 60 endemisch zijn in Madagaskar. Bij deze vogelsoorten horen twee van de zeldzaamste soorten in de wereld die ook op de Rode Lijst van het IUCN staan: de Madagaskarslangenarend (Eutriorchis astur), die herontdekt is in 1993, en de Madagaskar-grasuil (Tyto soumagnei). Daarnaast hebben nog 12 vogelsoorten een kwetsbare en bedreigde status, zoals de Madagaskarhavik (Accipiter henstii), de vruchtencoua (Coua serriana), de blauwkopgrondscharrelaar (Atelornis pittoides), de grijskruinloofbuulbuul (Phyllastrephus cinereiceps), de zwarte vanga (Oriolia bernieri), Wards vliegenvanger (Pseudobias wardi), de kuifibis (Lophotibis cristata), de bruine steltral (Mesitornis unicolor), Rands zanger (Randia pseudozosterops), de helmvanga (Euryceros prevostii), de gebandeerde grondscharrelaar (Brachypteracias leptosomus) en de geschubde grondscharrelaar (Brachypteracias squamigera).

#### Reptielen en amfibieën
In totaal zijn er 69 soorten reptielen en 44 soorten amfibieën geregistreerd. Daarvan zijn er 23 soorten endemisch in dit park van het erfgoed Regenwouden van de Atsinanana. Voorbeelden van hagedissen die voorkomen in het park zijn verschillende Madagaskar-daggekko's (Phelsuma) en bladstaartgekko's (Uroplatus). Daarnaast leven er verschillende skinken, zoals twee soorten uit het geslacht Amphiglossus, de schildhagedis Zonosaurus boettgeri en de kameleon Brookesia vadoni. De mariene fauna telt vier soorten schildpadden, waarvan er drie staan op de Rode Lijst van het IUCN. Het betreft de soepschildpad (Chelonia mydas), de karetschildpad (Eretmochelys imbricata) en de onechte karetschildpad (Caretta caretta).

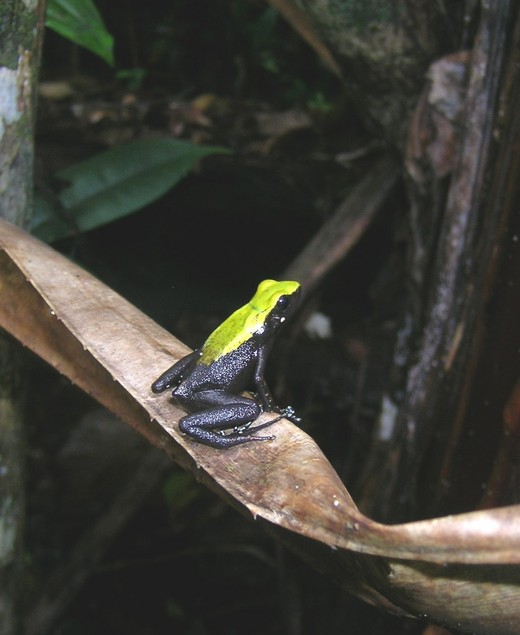
De kikker Mantella laevigata is giftig en behoort de mantellas.

In het nationaal park Masoala leven verschillende kikkers, waaronder enkele zeer giftige soorten. Salamanders komen niet voor op Madagaskar, ze ontbreken overigens in vrijwel geheel Afrika.
Alle vier families van kikkers die op Madagaskar voorkomen zijn vertegenwoordigd. Van de familie Microhylidae komen verschillende soorten voor; zowel de relatief onbekende Plethodontohyla inguinalis als de wat bekendere tomatenkikker (Dyscophus antongilii).
In het park komen met name soorten uit de familie Mantellidae voor uit de geslachten Boophis en Aglyptodactylus. Voorbeelden zijn Boophis brachychir, Boophis albilabris en Aglyptodactylus madagascariensis. Ook komen in het park meerdere Mantidactylus- soorten voor. De bekendste zijn echter de soms felgekleurde en zeer giftige soorten uit het geslacht Mantella, waaronder Mantella laevigata, Mantella betsileo en Mantella nigricans.
De familie Hyperoliidae wordt vertegenwoordigd door Heterixalus madagascariensis, van de familie echte kikkers ten slotte komt alleen Ptychadena mascareniensis voor in het gebied. Deze soort heeft als enige van de genoemde kikkers een zeer groot verspreidingsgebied tot aan de andere zijde van het Afrikaanse vasteland in Senegal.

#### Vissen
De zoetwatervissenpopulatie van het nationaal park vertegenwoordigt 30,6 % van het totaal aantal soorten geregistreerd in Madagaskar. De zeevissen omvatten meer dan 200 soorten. Daarbij komen nog 346 soorten koraalrifvissen die leven rond het schiereiland Masoala. Recentere studies schatten dit laatste aantal op 600 soorten.

#### Insecten

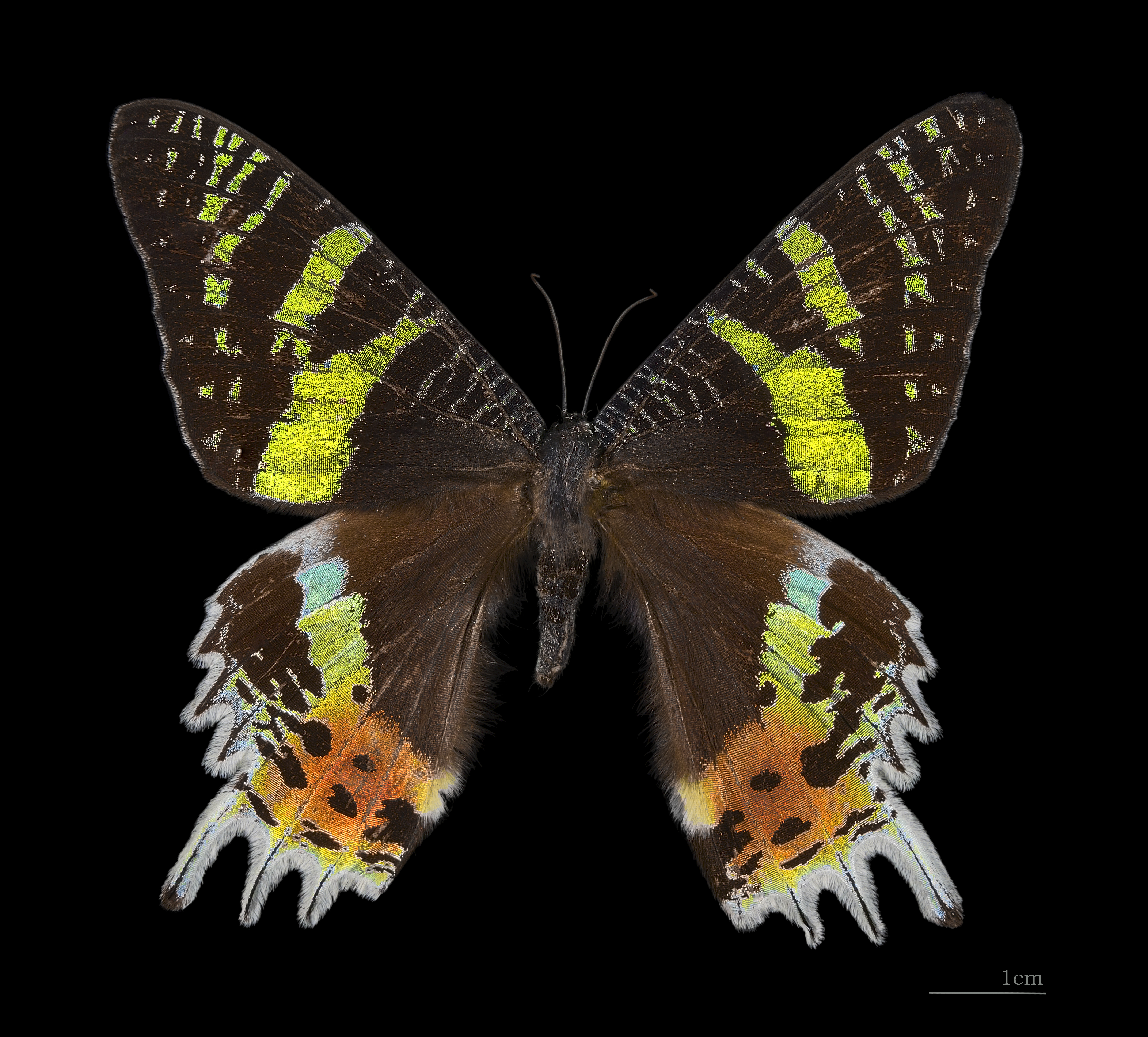
Chrysiridia rhipheus

Het aantal onderzoeken naar insecten in het park is nog beperkt. Men heeft 143 soorten vlinders geïnventariseerd, waarvan er 84 endemisch zijn in Madagaskar. Een van de spectaculairste vlinders is de kleurrijke Chrysiridia rhipheus, een dagactieve nachtvlinder.

Zoogdieren
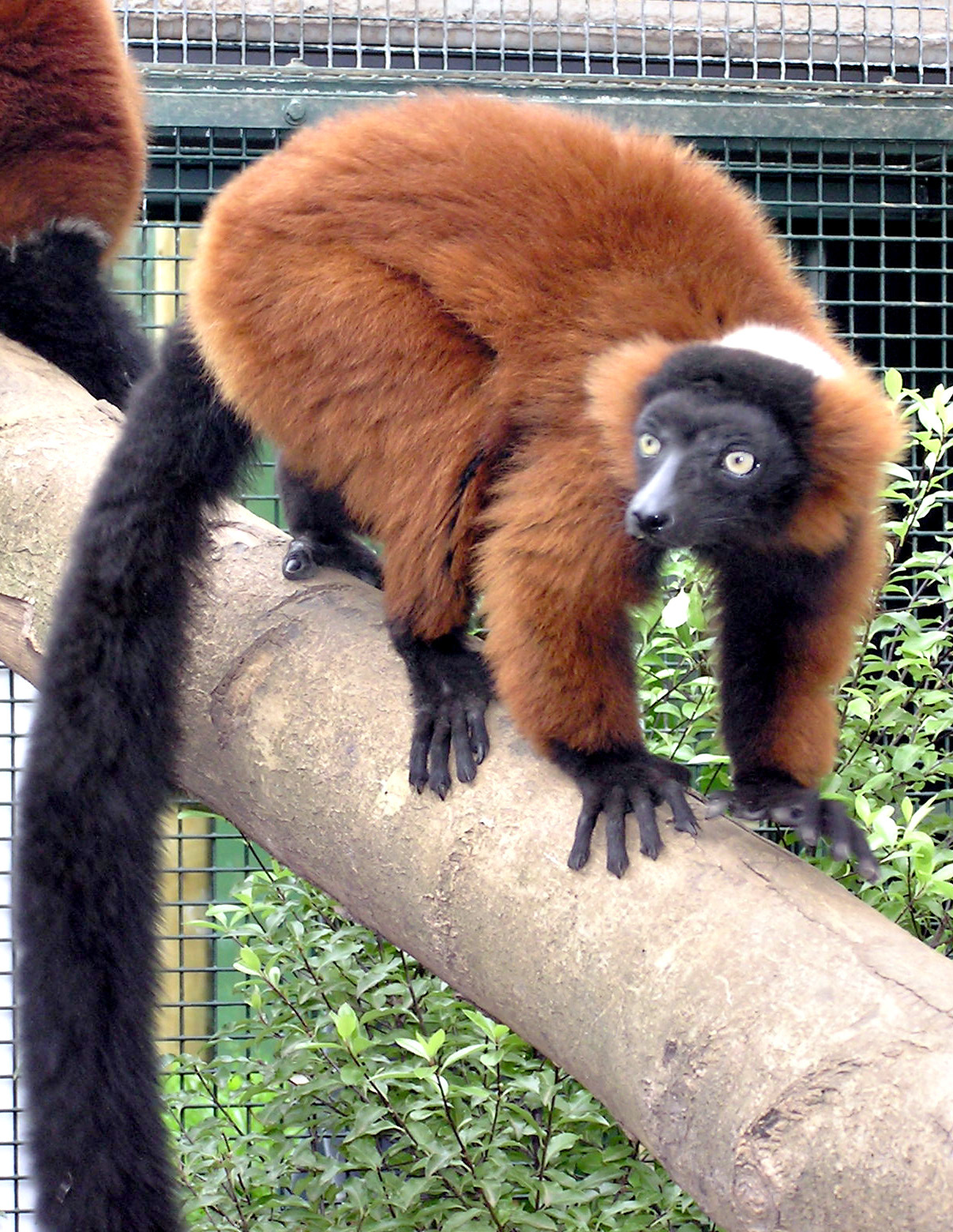
Rode vari
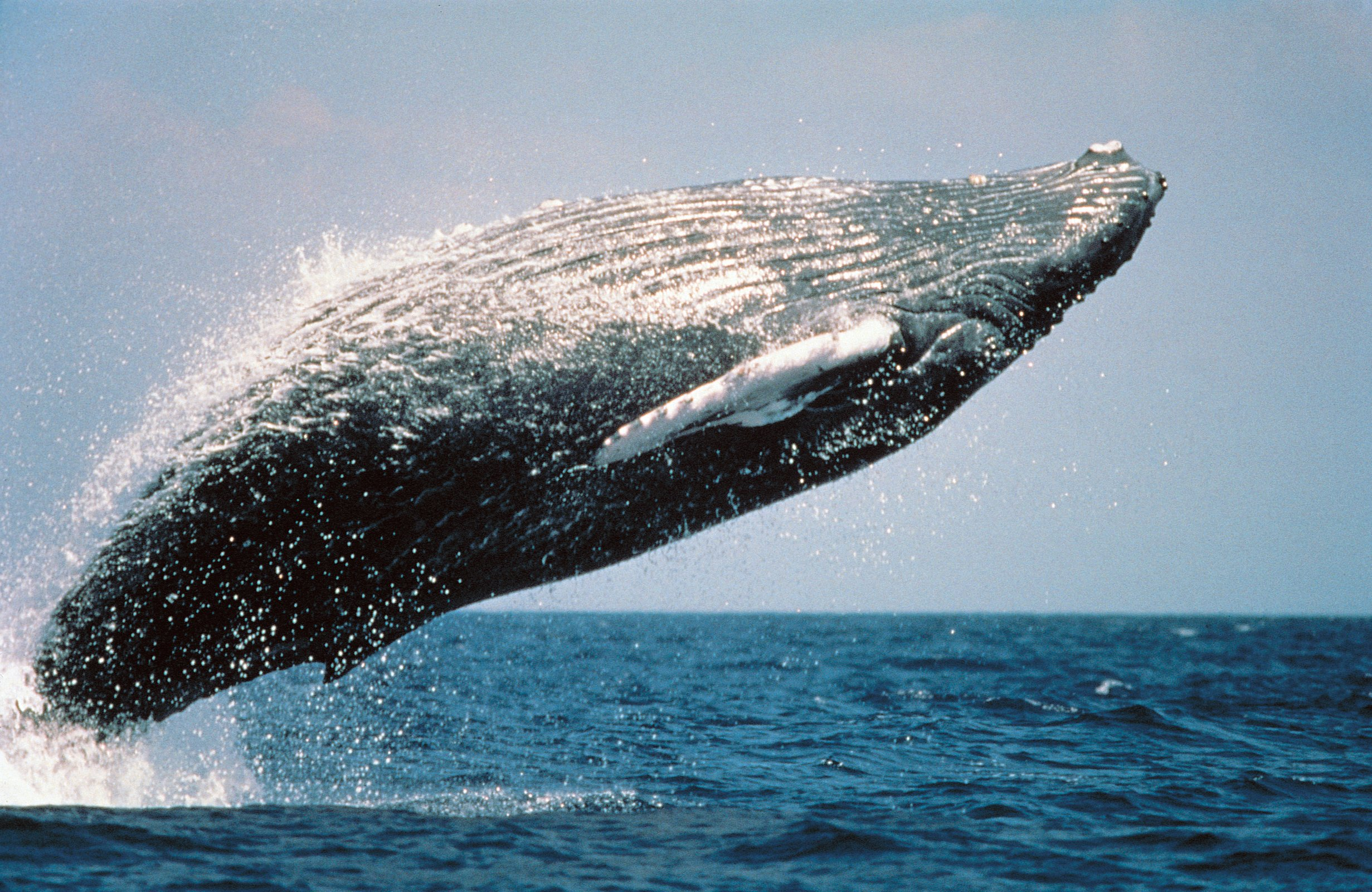
Bultrug
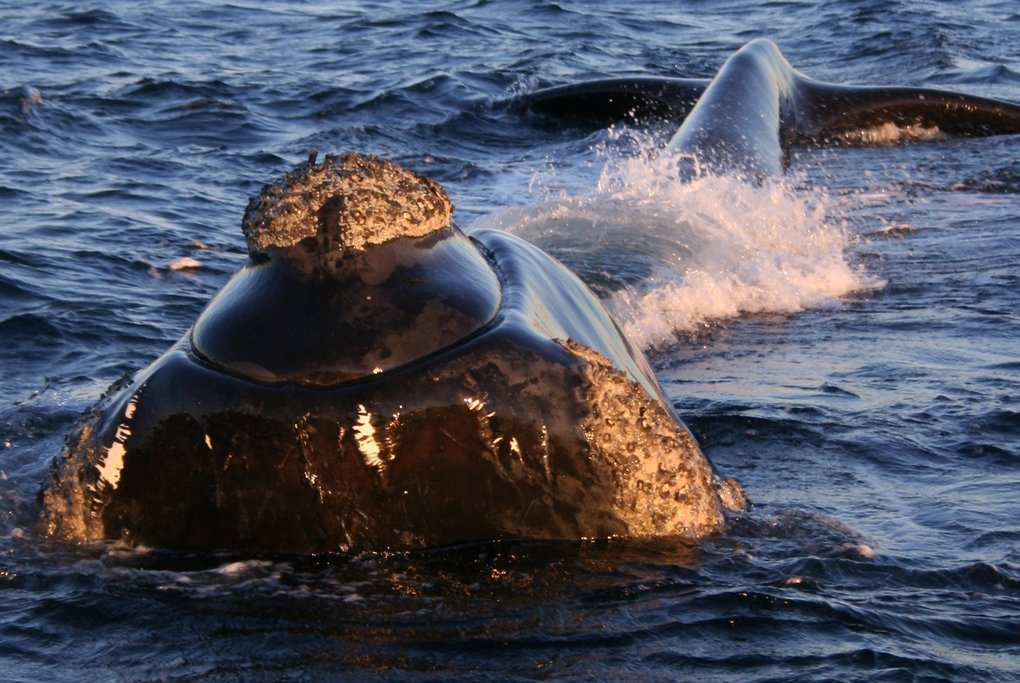
Zuidkaper
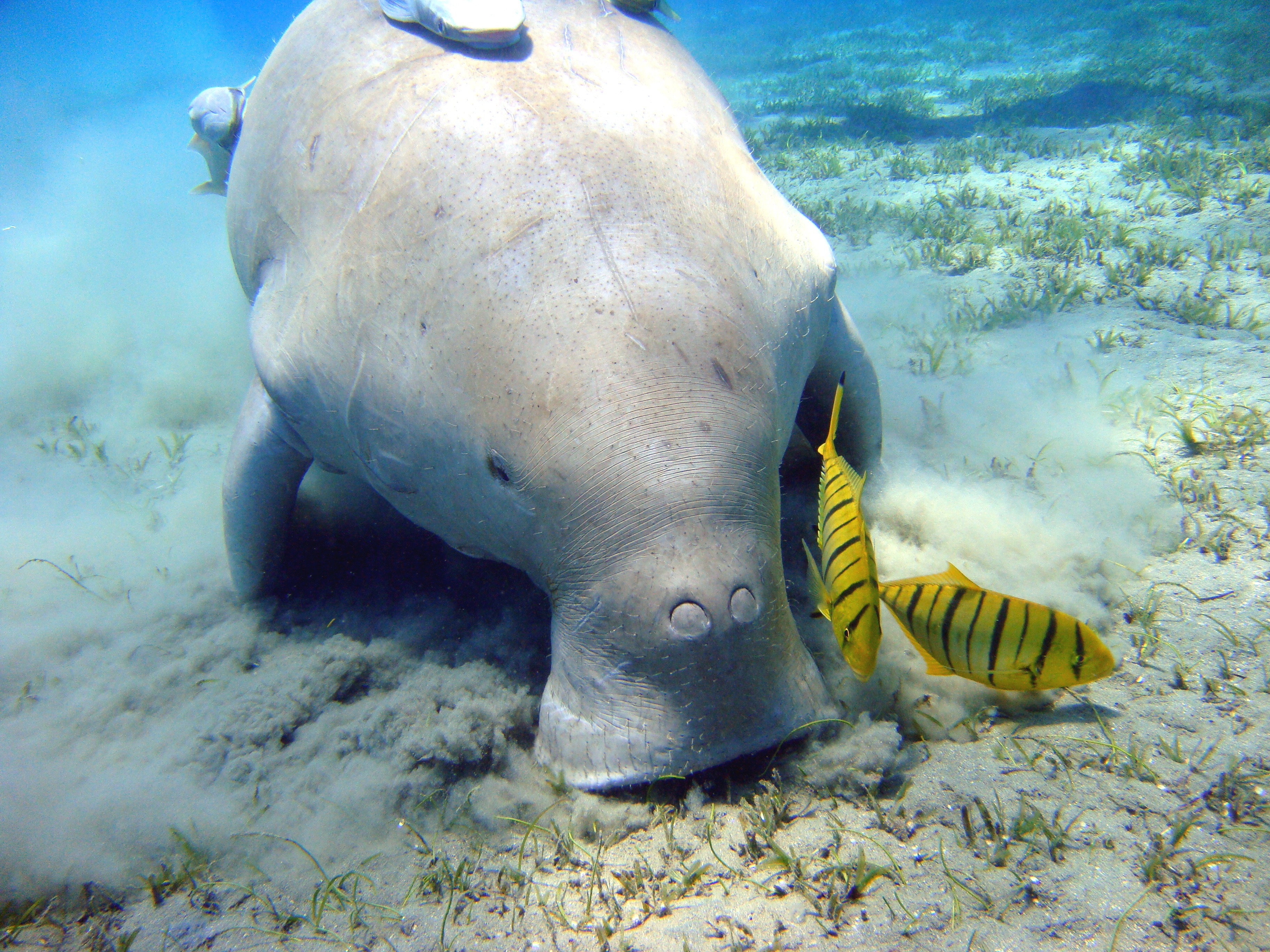
Doejong

Vogels
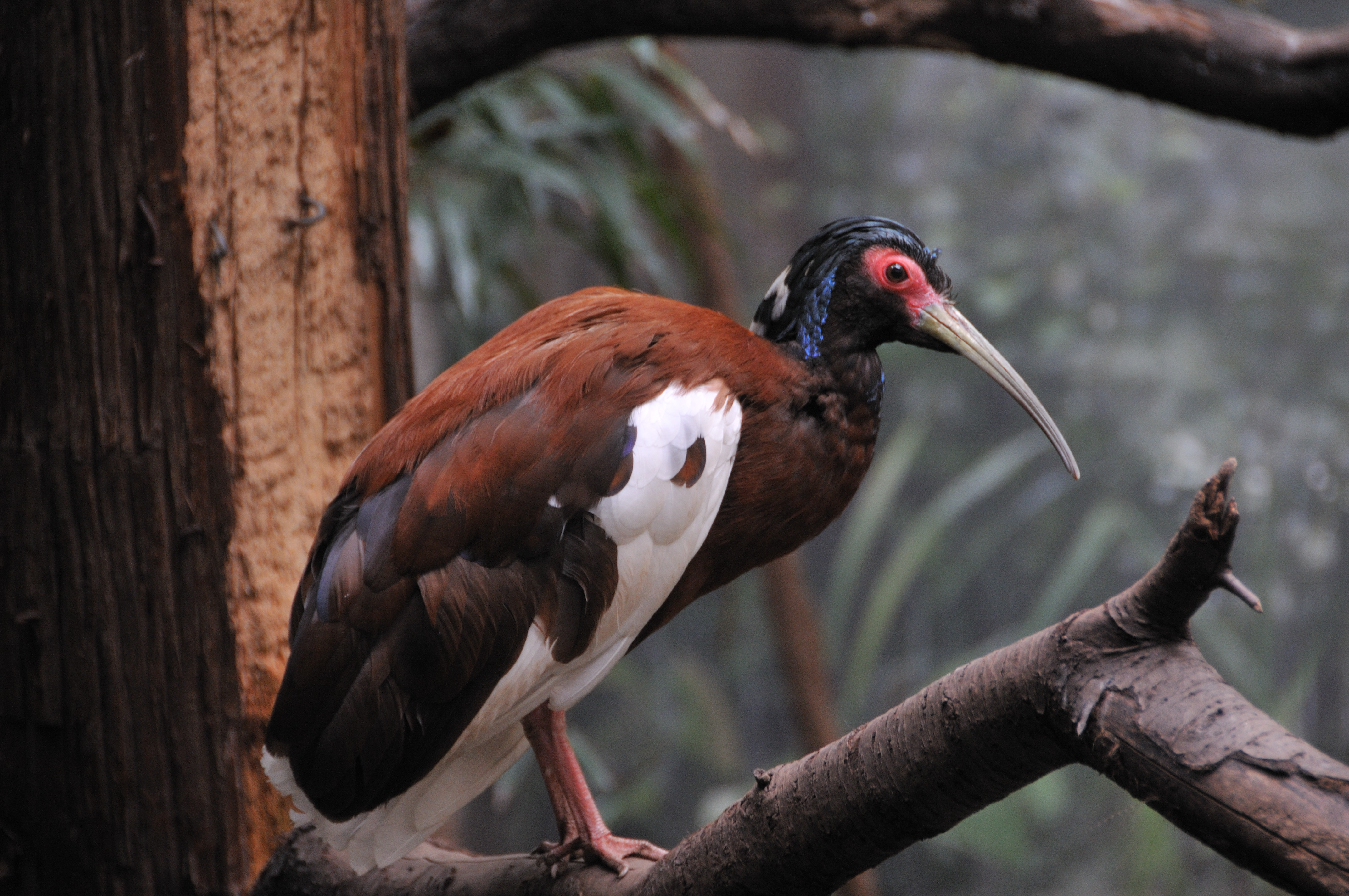
Kuifibis
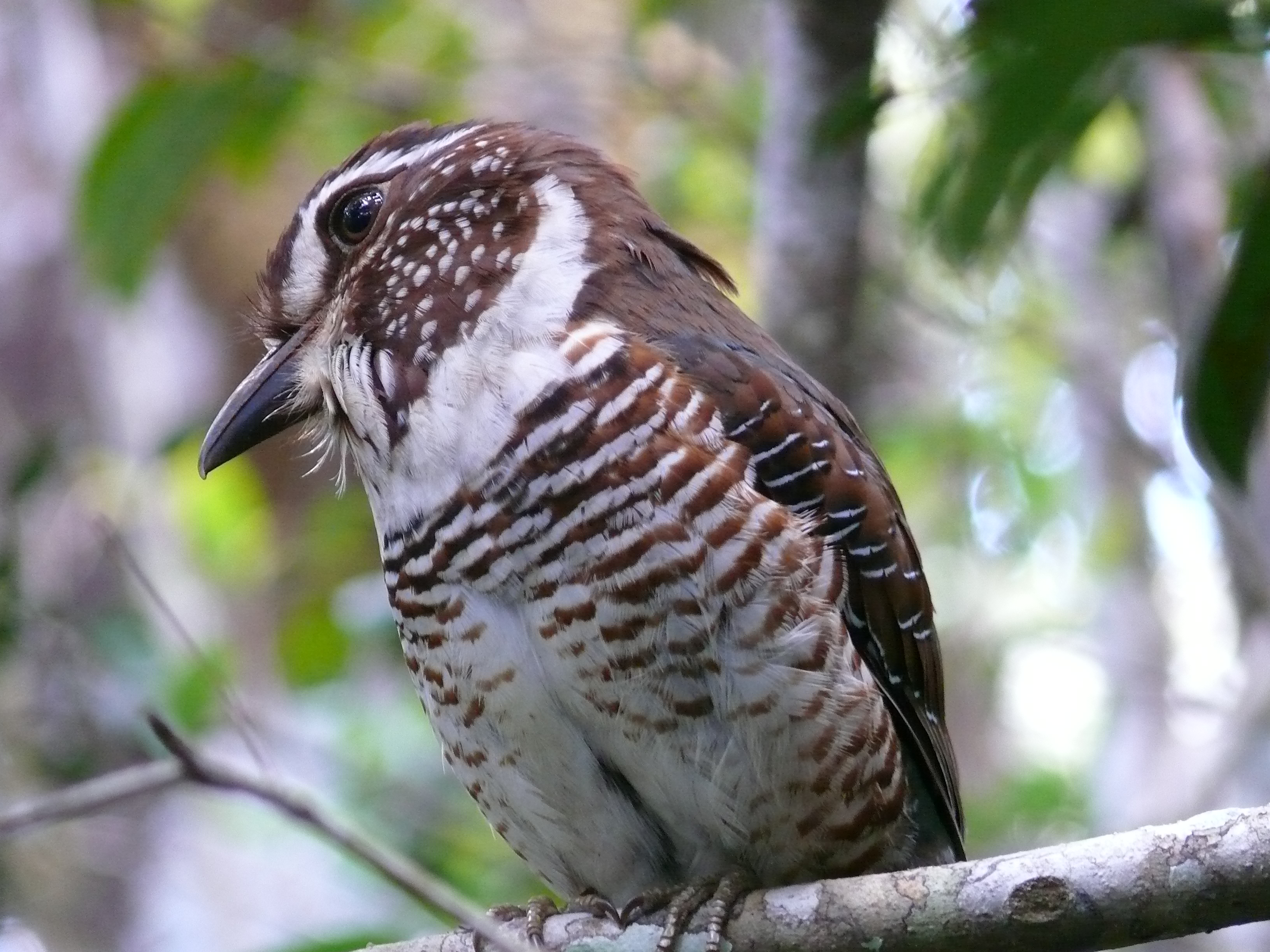
Gebandeerde grondscharrelaar

Reptielen
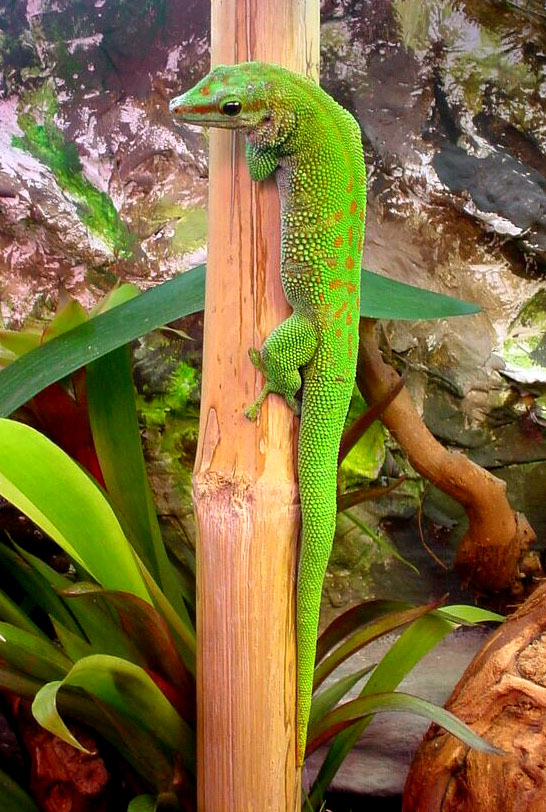
Madagaskardaggekko
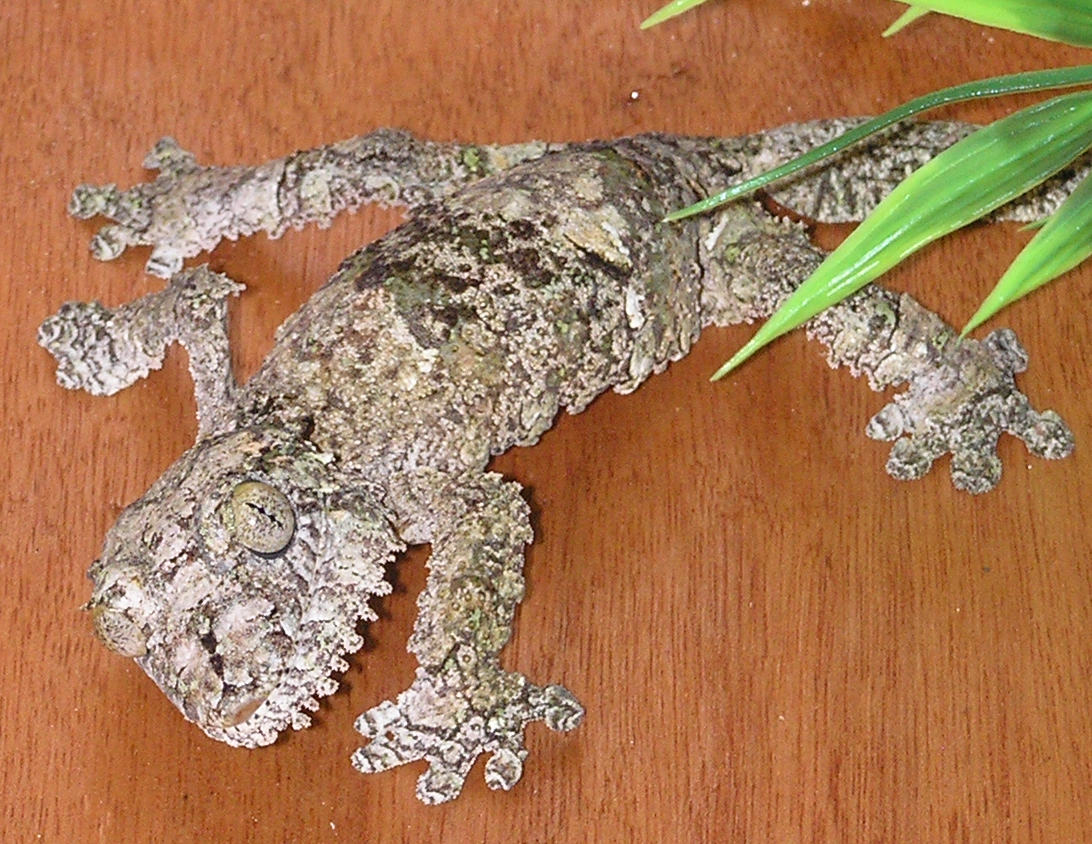
Bladstaartgekko (Uroplatus sikorae)
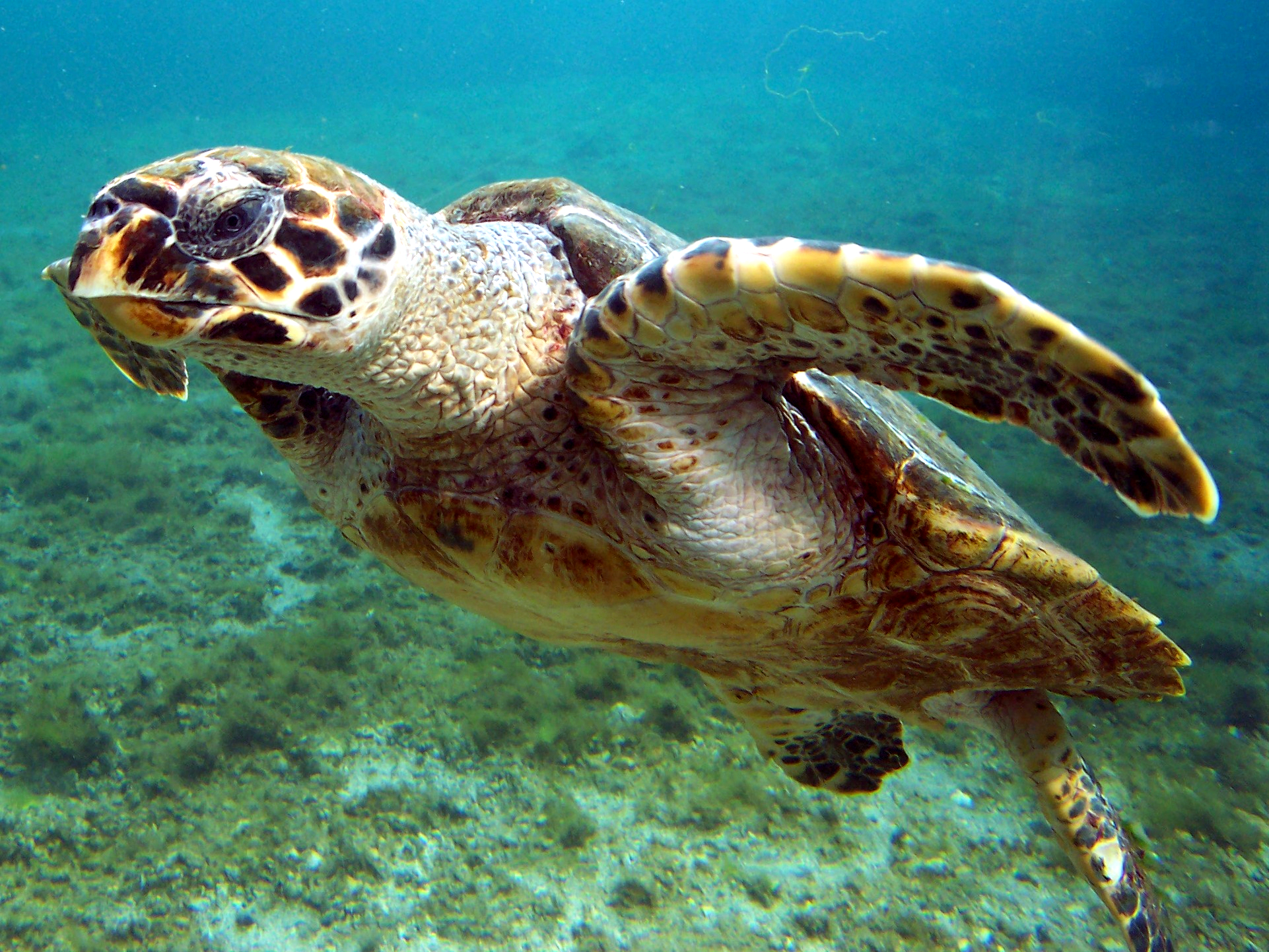
Karetschildpad
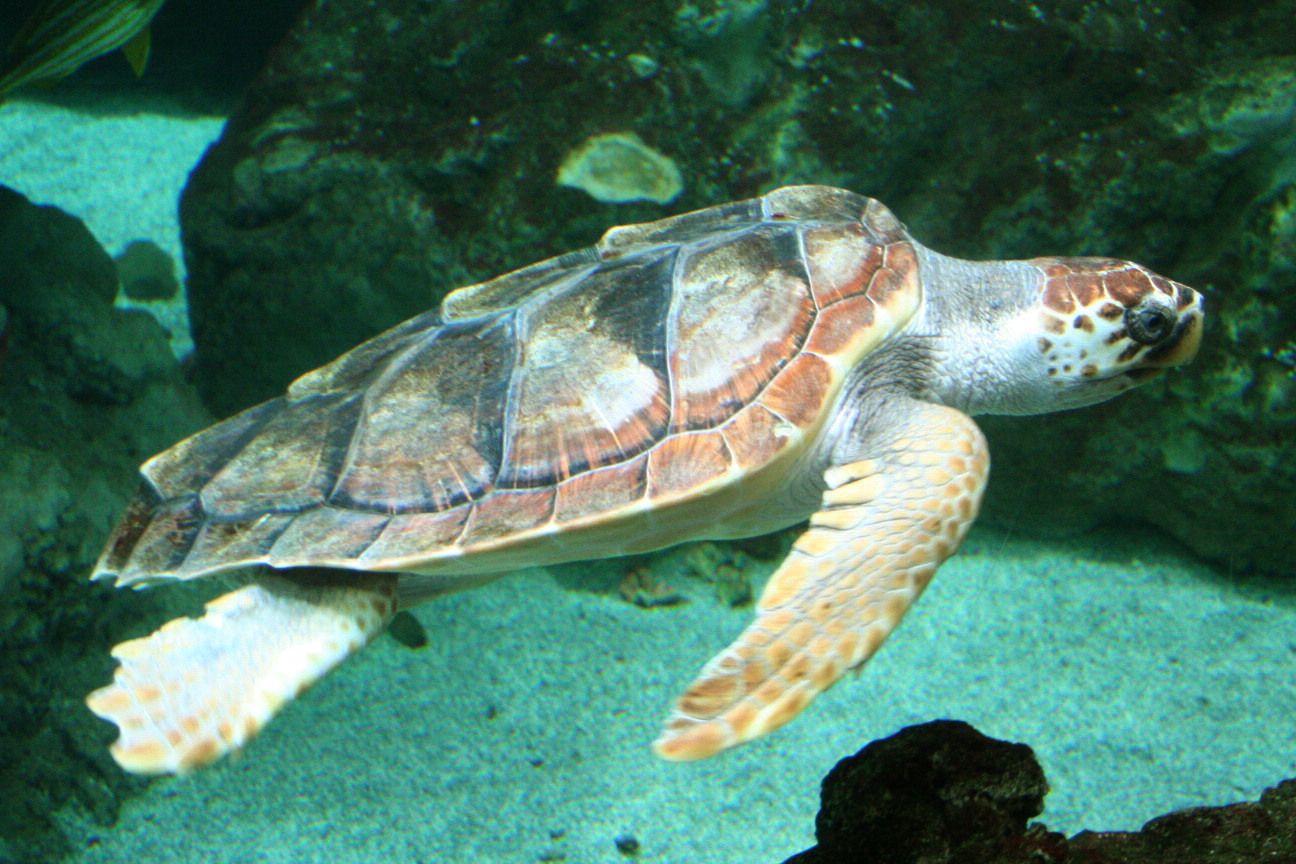
Onechte karetschildpad

Amfibieën
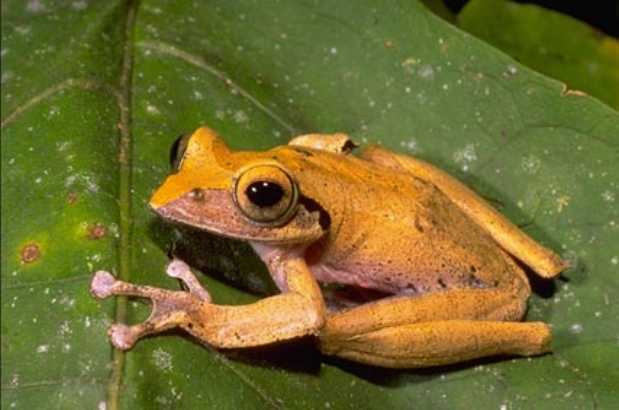
Boophis brachychir
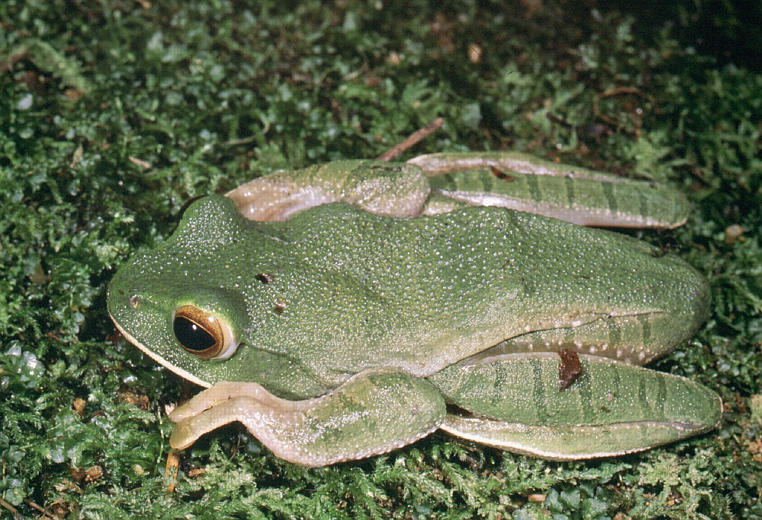
Boophis albilabris
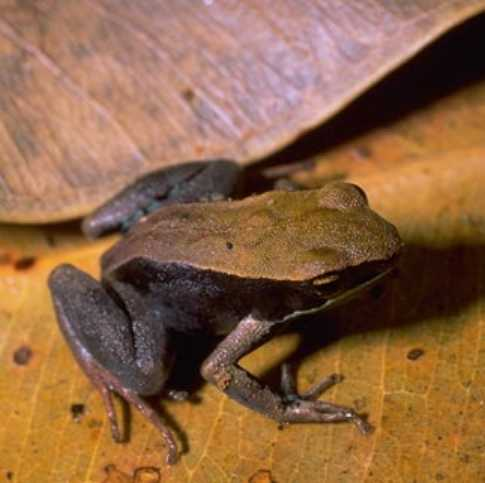
Mantella betsileo
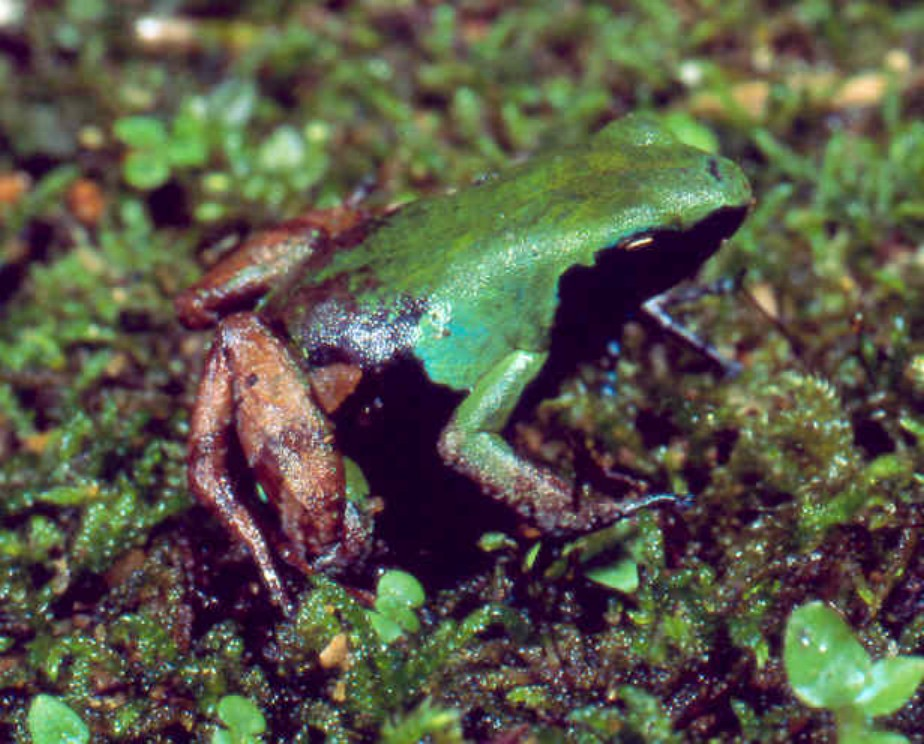
Mantella nigricans

## Rondom het park

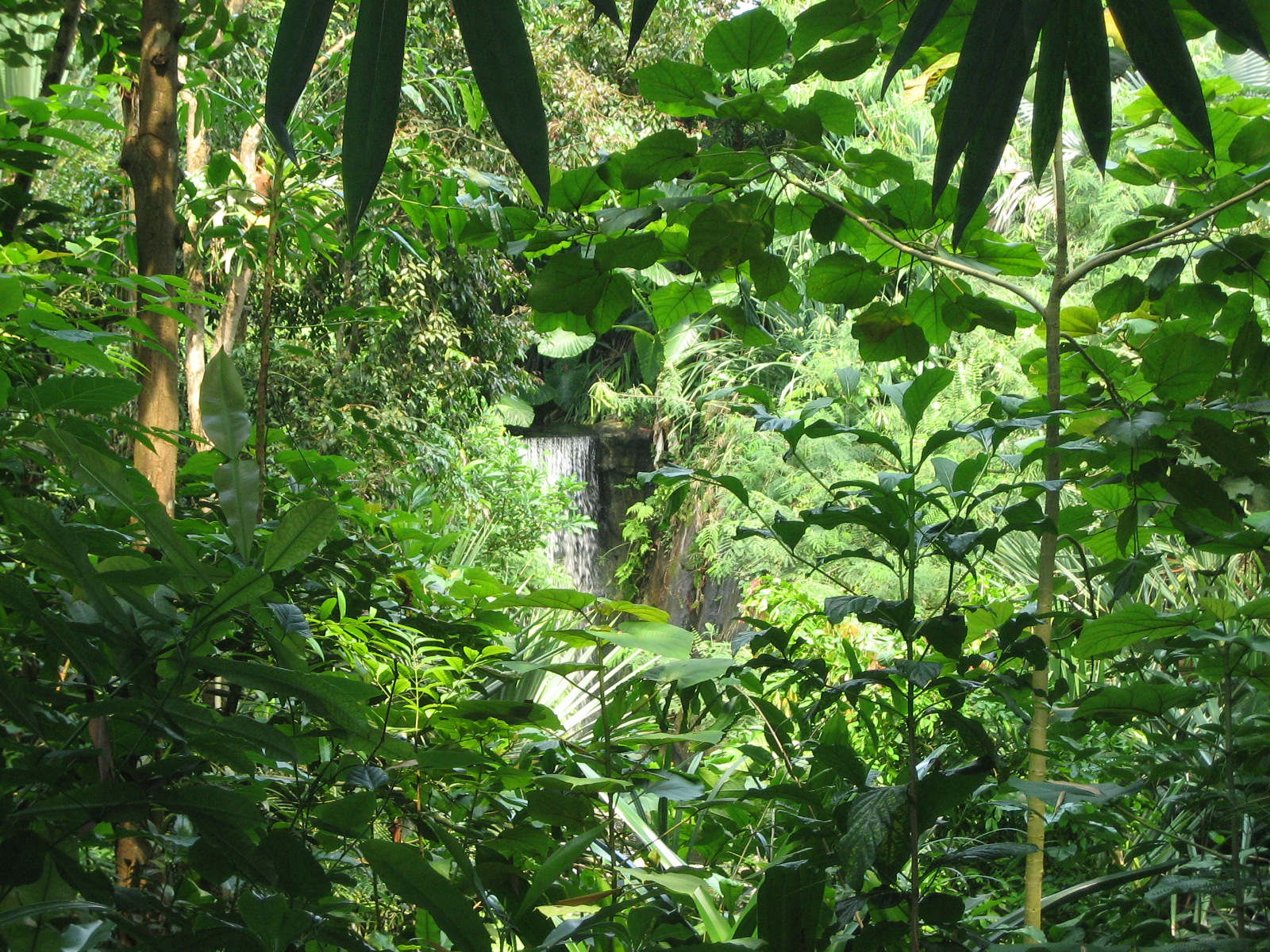
De Masoalahal in de dierentuin van Zürich

Er wonen ongeveer 80.000 mensen in de zone rondom het nationaal park. Het merendeel van hen leeft van de rijstteelt. De twee grootste steden in de buurt zijn Antalaha en Maroantsetra, die elk 15 à 20.000 inwoners tellen. Zij zijn belangrijke plaatsen voor de export van vanille en timmerhout. Vanille en kruidnagel zijn de twee belangrijkste producten van de streek. Het noordoosten van Madagaskar produceert het grootste gedeelte van de vanille in de wereld.

Aan de kust leven de inwoners vooral van de visvangst, vooral nog op traditionele wijze.
Er zijn meerdere projecten opgestart om ervoor te zorgen dat de mensen die in de bufferzone rond het park leven kunnen overleven zonder het park schade te berokkenen. Er worden ook positieve gevolgen verwacht van het ecotoerisme. Zo gaat de helft van het toegangsgeld naar ontwikkelingsprojecten voor de lokale bevolking.

## Dierentuin van Zürich
In de dierentuin van Zürich (Zwitserland) is in een grote serre een stuk Masoalaregenwoud van ongeveer een hectare nagebouwd. De hal werd geopend in 2003. Dit initiatief onderstreept het partnerschap tussen de dierentuin en het nationaal park. Met een gedeelte van de inkomsten worden immers projecten in het nationaal park gesteund. Een derde van het budget van het park komt zo al uit Zwitserland. Naast steun voor het park worden de omwonenden ook geholpen, onder andere bij de verbetering van hun rijstcultuur, om brand te voorkomen en om de infrastructuur rondom het park uit te breiden.
- Gemeinsame Normdatei: 4776324-3
- Library of Congress Control Number: sh2011004208
- Nationale Bibliotheek van Israël: 987007570451905171
- Virtual International Authority File: 237472119